# 木村定三
木村 定三（きむら ていぞう、1913年〈大正2年〉3月1日 - 2003年〈平成14年〉1月21日）は、愛知県名古屋市出身の実業家・美術品収集家。
特に熊谷守一の収集家として知られていた。晩年や没後にはコレクションが愛知県美術館に寄贈されており、愛知県美術館は3309点の木村定三コレクションを有している。

## 経歴

### 青年期
1913年（大正2年）3月1日、木村定治郎ととくの三男として、愛知県名古屋市に生まれた。定治郎は名古屋市中区で肥料米穀仲買を商い、名古屋市内に多数の土地や家屋を所有する大地主でもあった。定治郎は大正初期に米穀肥料商を廃業し、土地や家屋の管理に専念していた。
1929年（昭和4年）に旧制愛知県熱田中学校（現・愛知県立瑞陵高等学校）を卒業し、第八高等学校（現・名古屋大学）文科甲類に入学した。1932年（昭和7年）3月には第八高等学校を卒業し、同年4月には東京帝国大学法学部に入学した。高等学校時の成績は優秀で、文科甲類に所属した同窓生71人中2番目であった。1935年（昭和10年）には高等文官試験行政科に合格し、1936年（昭和9年）に東京帝国大学法学部政治学科を卒業した。

### 実業家として

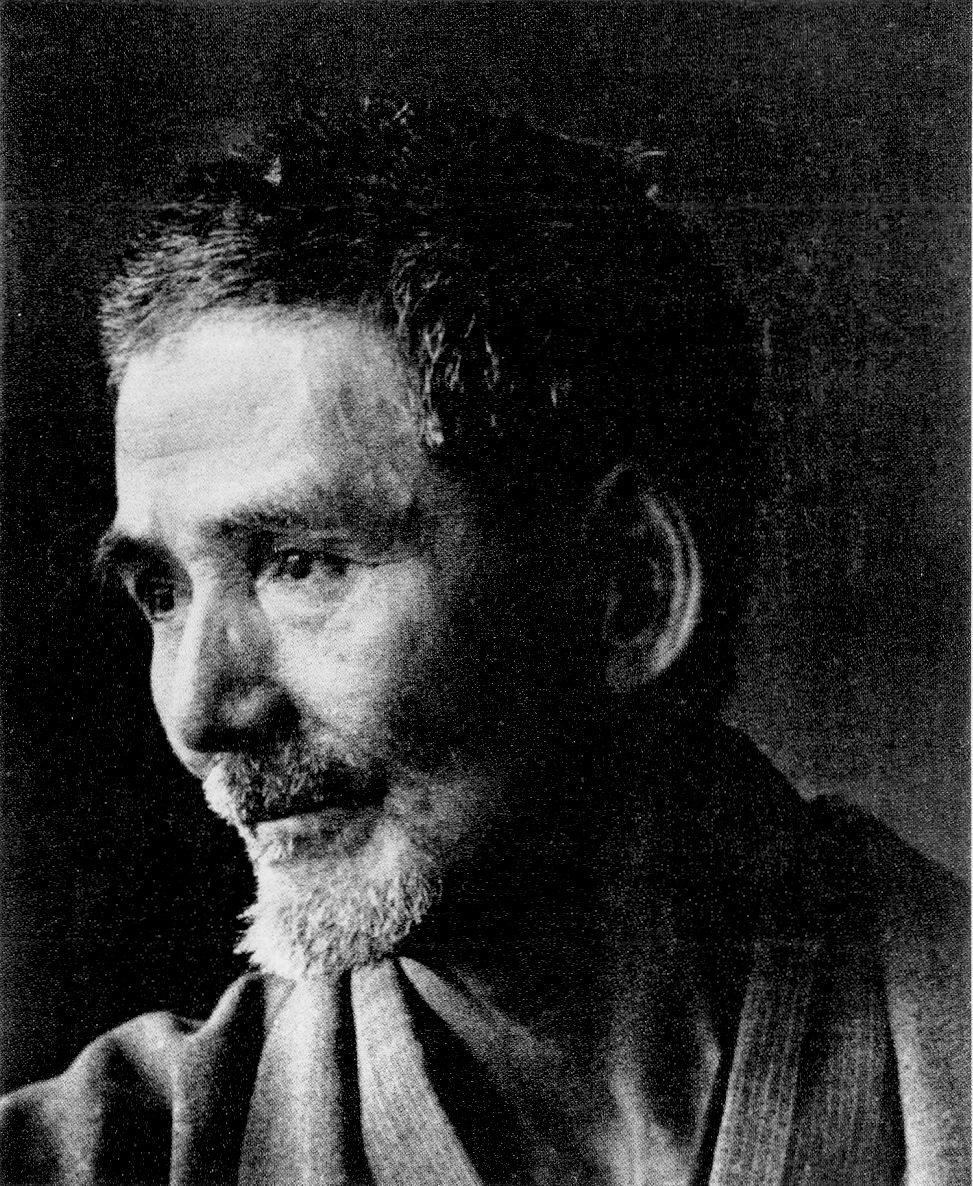
熊谷守一

大学卒業後には官僚などになることなく、帰郷して家業に従事した。なお、1930年（昭和5年）には長兄の木村定一が死去している。卒業前年の1935年（昭和10年）4月には父の定治郎が死去し、次兄の木村定二が木村家の家督を継いだ。なお、与謝蕪村『富嶽列松図』は父の遺品である。
次兄の定二は1907年（明治40年）に生まれ、定三同様に第八高等学校や東京帝国大学法学部を卒業し、名古屋起毛合名会社代表を務めた人物である。父の定治郎は書画や骨董を趣味とし、次兄の定二も謡曲・和歌・俳句・書画・骨董を趣味としていた。
1966年（昭和41年）には名古屋市に新納屋橋ビルを建て、大名古屋建物株式会社の社長に就任した。

### 熊谷守一との出会い
1938年（昭和13年）12月、丸善名古屋支店で「新毛筆画展覧会」が開催された際、木村は初めて熊谷守一と出会った。この展覧会で熊谷芸術に魅せられた木村は、「蒲公英に蝦蟆」「蝦蟆に蟻」「富士山に蕃南瓜」の3点を購入した。これが木村定三コレクションの始まりである。この時木村は25歳、熊谷は58歳だったが、「絵が面白いから百枚までは買ってやる」と豪語したという。
この出会いから熊谷守一との39年に渡る交流が始まり、1977年（昭和52年）に熊谷が死去するまで、木村は熊谷にとって最大の支援者だった。毎年のように、木村は名古屋に熊谷を招いて展覧会を開催し、また熊谷の作品を購入した。1969年（昭和44年）には日本経済新聞社から『熊谷守一作品撰集』を上梓している。

### 美術品収集家として

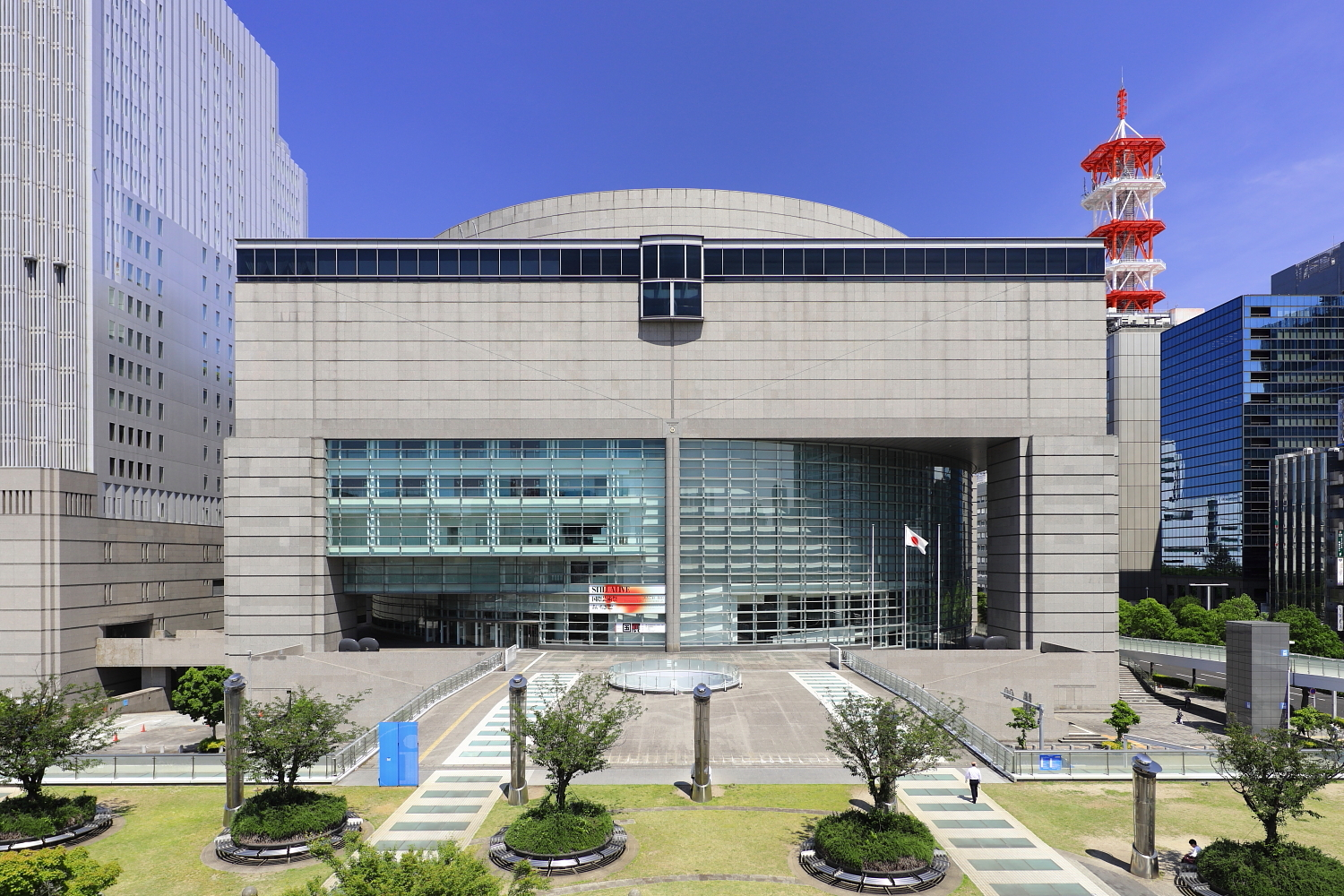
愛知県美術館

熊谷守一を皮切りに、池大雅、与謝蕪村、浦上玉堂、青木木米、富岡鉄斎、小川芋銭、岸田劉生、村上華岳、平福百穂らの作品を重点的に収集した。精神的感銘を受ける作家・作品を嗜好しており、厳粛感や法悦感が重要であると考えている。1958年（昭和33年）時点の存命作家で、厳粛感でいえばパブロ・ピカソ、法悦感でいえば熊谷守一が一番であるとし、物故作家では、厳粛感でいえば横綱が浦上玉堂で大関が与謝蕪村、法悦感でいえば横綱が小川芋銭で大関が池大雅としている。
晩年、いずれも重要文化財の与謝蕪村『富嶽列松図』と浦上玉堂『山紅於染図』、近世・近代の作品140点、北魏石仏等古美術品16点、考古工芸資料177件を愛知県美術館に対して寄託・寄贈した。2003年（平成15年）1月23日、肺炎のために名古屋市で死去した。死去前から愛知県図書館では展覧会の準備が進められており、同年3月1日から3月30日には展覧会「時の贈りもの 収蔵記念 木村定三コレクション特別公開」が開催された。愛知県美術館には木村定三コレクション室が設置されている。
死去5年後の2008年（平成20年）1月25日から3月23日、愛知県美術館で展覧会「木村定三コレクション名作展」が開催された。

## 木村定三コレクション

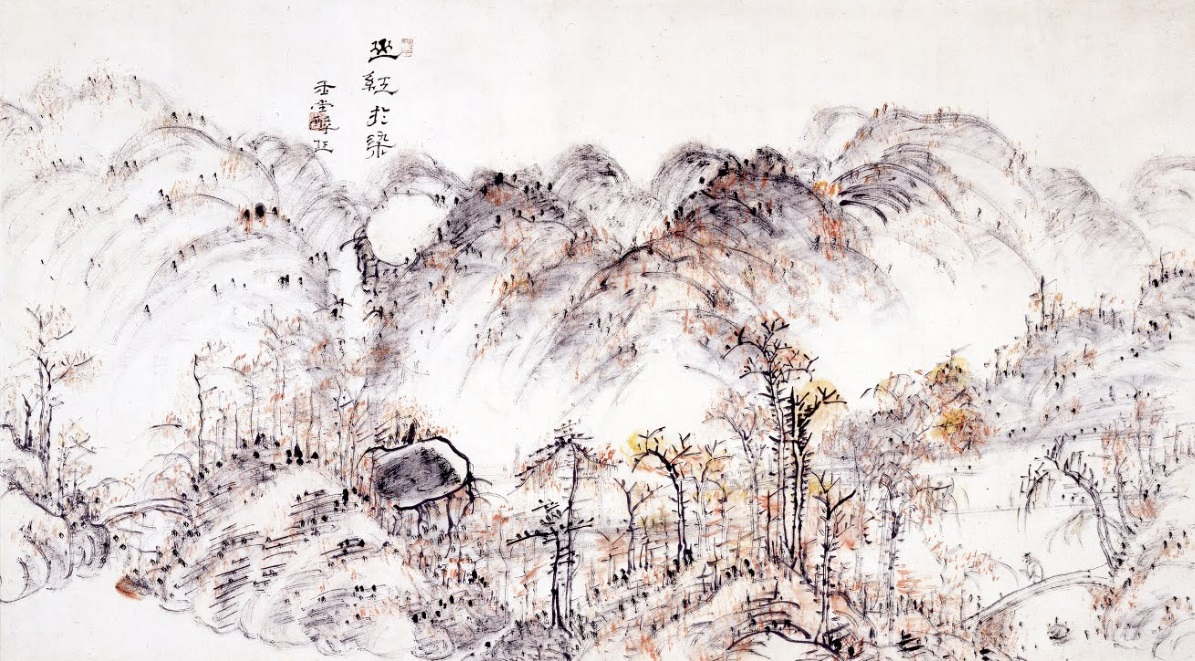
浦上玉堂『山紅於染図』

### 特徴
収集分野は非常に多岐にわたり、書画、洋画、金工芸、木工芸、陶芸、民芸、考古出土品などがある。
そのコレクションは生前、および没後に愛知県美術館へ寄贈された。愛知県美術館に寄贈された作品の総点数は、資料によって差があるが、『愛知県美術館年報 2021年度版』によると3309点。
木村定三コレクションのうち、熊谷守一の作品は214点である。その内訳は、油彩画49点、日本画100点、素描6点、書42点、陶磁器14点、彫刻3点である。1920年代から1960年代までの広い時代の作品があるが、熊谷の人気が高まった1965年（昭和40年）以降の作品がないという特徴がある。

### 主な所蔵作品
重要文化財に3件6点が指定されている。
- 浦上玉堂『山紅於染図』
- 与謝蕪村『富嶽列松図』
- 浦上玉堂『秋色半分図』、酔雲醒月図、深山渡橋図、隷體章句

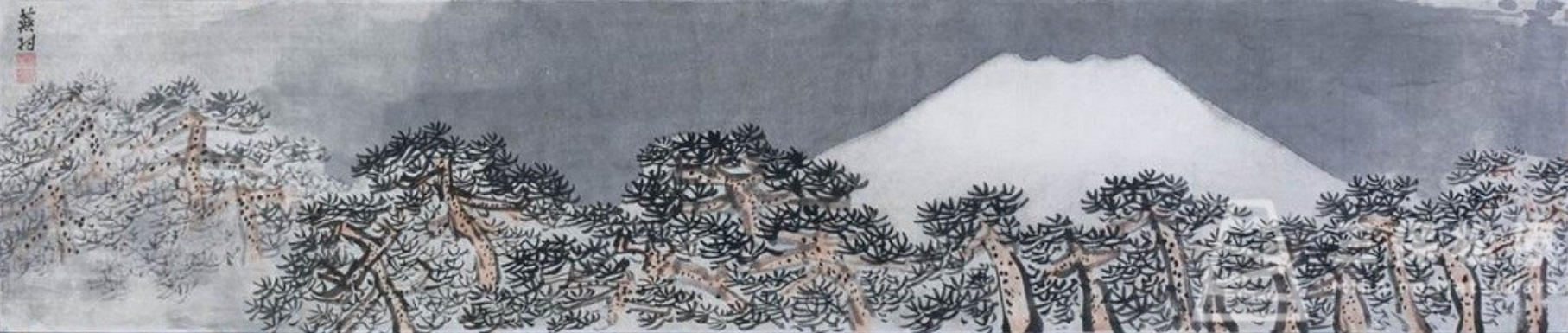
与謝蕪村『富嶽列松図』